# Across the Deadline
Pour plus de détails, voir Fiche technique et Distribution.
Across the Deadline est un film de guerre muet américain réalisé par Leo D. Maloney et écrit par Ford Beebe, sorti le 26 avril 1925 aux États-Unis.

## Fiche technique
- Réalisation : Leo D. Maloney
- Scénario : Ford Beebe
- Production : William Steiner
- Photographie : Jacob A. Badaracco et Ben Bail
- Sociétés de Production : William Steiner Productions
- Pays :  États-Unis
- Format : Noir et blanc - Muet
- Date de sortie : 
  - États-Unis : 26 avril 1925

## Distribution
- Leo D. Maloney : Clem Wainwright
- Josephine Hill : Shirley Revelle
- Thomas G. Lingham : Martin Revelle
- Bud Osborne : Ben Lagarro
- Florence Lee : Mme Revelle
- Rulon Slaughter : Rance Revelle
- Patrick Rooney : Sables Shifty
- Alfred Hewston : Agent de station
- George M. Williamson : Juge blanc